# 中国食品安全报
中国食品安全报是一份由中国食品工业协会主办、国家食品药品监督管理总局提供业务指导的報紙，是一份中華人民共和國食品行业的报纸。 

## 歷史
1992年4月17日，中国食品工业协会决定创办中国食品质量导报。1994年10月1日，中国食品质量导报试刊号出版。1995年1月1日，中国食品质量导报创刊号出版。1995年10月12日，国家新闻出版暑批准该报更名为《中国食品质量报》 1997年8月20日，中国食品质量导报更名為中国食品质量报。2011年1月1日， 中国食品质量报更名为中国食品安全报。